# Club Hotel de la Ventana

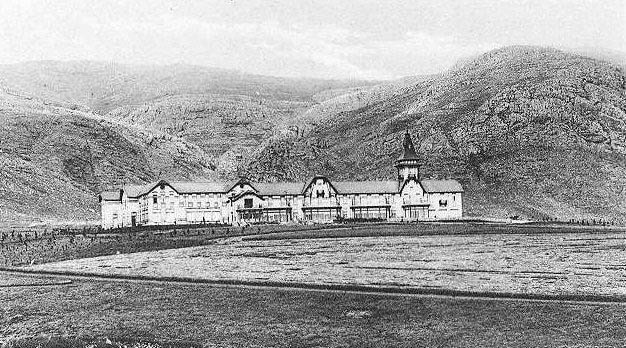
Vista general del hotel en funcionamiento.

El Club Hotel Sierra de la Ventana fue un complejo turístico situado en la actual localidad argentina de Villa Ventana, partido de Tornquist, Provincia de Buenos Aires.
Fue ideado en 1900, inaugurado en 1911 y clausurado en 1920. En 1983, el edificio fue reducido a ruinas por un incendio. Fue el primer complejo hotelero de Sudamérica y uno de los primeros casinos en la Argentina. Hoy en día sus restos constituyen un atractivo turístico.

## Historia
En 1900 el médico especialista en vías respiratorias Félix T. Muñoz visitó Villa Ventana  y consideró que el lugar era propicio para un centro de salud y recuperación. Manuel Lainez rescatando esa idea y dueño de 3000 hectáreas de campo decide proponer a la "Compañía Británica del Ferrocarril del Sud" levantar en la zona un centro de salud. Los Dirigentes de la compañía Británica deciden tomar la idea pero no para construir un centro de salud sino un fastuoso complejo hotelero. 
La construcción comenzó en 1904 y la obra fue concebida por los Arquitectos Gastón Luis Mallet y Jacques Dunant, el constructor fue el italiano Antonio Gherardi con el estilo europeo Belle Époque. Durante la construcción el Doctor Ernesto Tornquist compró en Checoslovaquia una máquina que fabricaba ladrillos que se instaló en las cercanías de la ciudad de La Plata y que aun hoy existe, y otra sección de esa fábrica se trasladó a los terrenos donde se construiría el hotel.
El 11 de noviembre de 1911 se inauguró el nuevo Hotel con una fastuosa fiesta. En la ceremonia participaron 1300 invitados y el 30 de noviembre de 1914 se inauguró el ramal del tren de trocha angosta desde la estación de Sierra de la Ventana hasta el Club Hotel.
La Primera Guerra Mundial tiene consecuencias letales para el emprendimiento. A pesar de la guerra el 9 de julio de 1916, se festejó allí con la asistencia de la Infanta Isabel de Borbón, el Príncipe Eduardo de Gales, el Presidente de Brasil, muchísimos políticos Argentinos, diplomáticos, embajadores, gente de la alta sociedad, el centenario de la Independencia la Argentina.
En 1917 y durante la presidencia de Hipólito Yrigoyen se sanciona la ley de prohibición de los juegos de azar. Los propietarios del Club Hotel dispusieron su liquidación, cerrándose el complejo el 14 de marzo de 1920 y el ramal de trocha angosta el 21 del mismo mes.

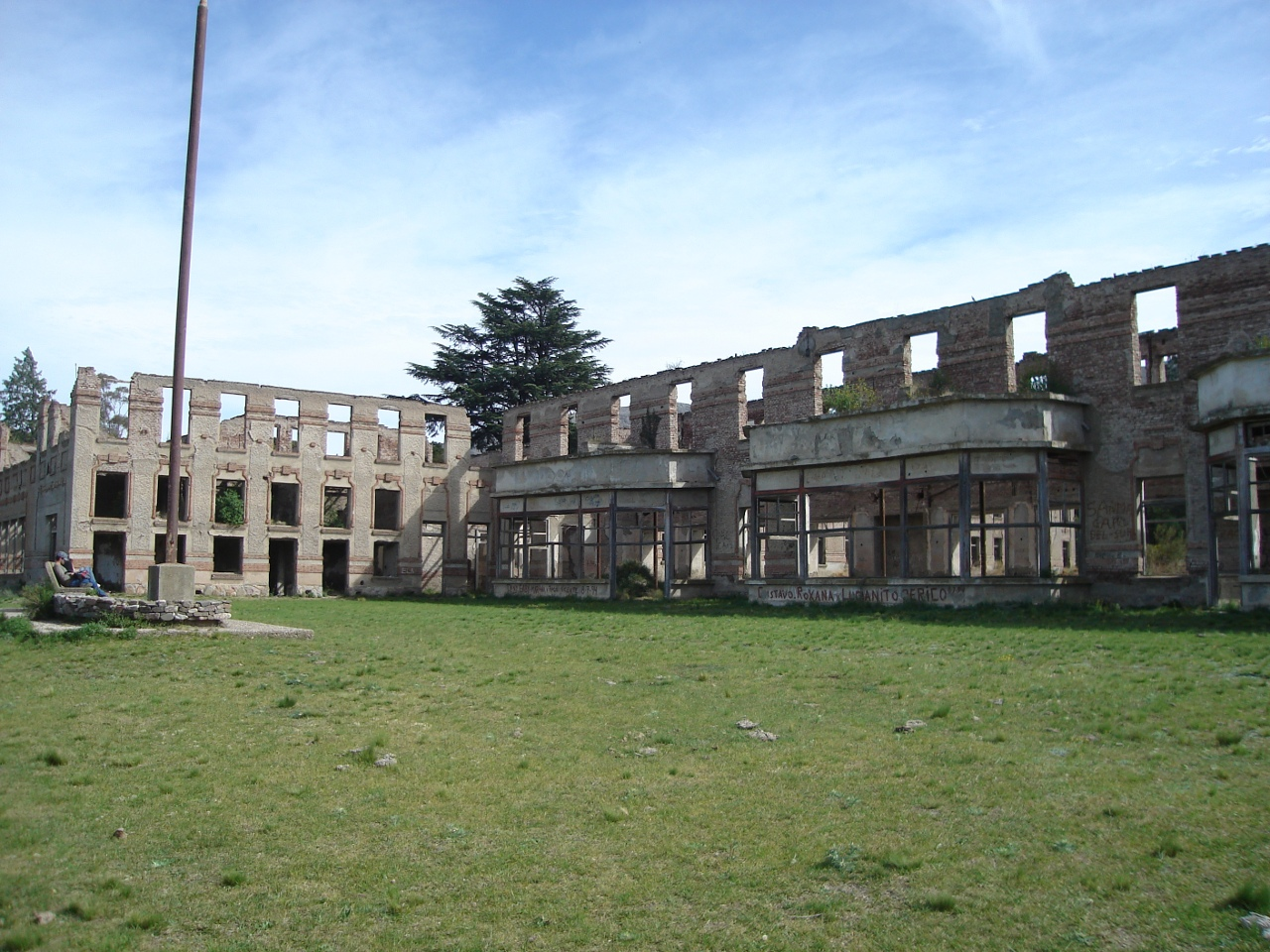
Ruinas del Club Hotel en 2009.

El Club Hotel siguió contando sin embargo con personal a cargo de su mantenimiento. Luego fue vendido al gobierno de la Provincia de Buenos Aires para crear una colonia de vacaciones de la Dirección General de Escuelas. El proyecto quedó trunco y a partir de entonces lentamente se fueron vaciando la bodega y elementos del hotel. 
En 1943 un grupo de 350 marinos integrantes de la tripulación del acorazado nazi Admiral Graf Spee fueron enviados por la Armada Argentina al ex Club Hotel para su internación bajo la vigilancia del Regimiento V de Infantería del ejército. Los tripulantes del Graf Spee dieron vida nuevamente al clausurado Club Hotel de Sierra de la Ventana, que fue reabierto como centro de detención durante los 2 años que duró su estadía en él.

El gobierno alemán deseaba mantenernos juntos para que, eventualmente, volviésemos a pelear. Nuestro primer oficial logró, por medio de influencias, que nos trasladaran a Sierra de la Ventana. Viajamos en un tren especial y recuerdo que bajamos en Pringles. Allí nos estaban esperando varios camiones del Ejército Argentino que luego nos llevaron hasta el Club Hotel. No fuimos exactamente prisioneros. Tuvimos mucha libertad. Nuestros custodios parecieron estar más preocupados en vigilar a sus camaradas que a nosotros. Al Club Hotel había que hacerle mejoras porque se encontraba en un estado de semiabandono. Comenzamos a refaccionar las deterioradas instalaciones. Arreglamos la toma de agua, la usina, y nos dedicamos a la conservación de los jardines. La mayoría de nosotros había estudiado un oficio, entonces eso facilitó la tarea.
Rodolfo Stefanowski (1916-2002)

Tras la partida de los marinos volvieron al lugar el abandono y el olvido.
Nunca pudo materializarse ninguno de los múltiples emprendimientos educativos y turísticos que hubo desde su clausura para reabrir o reutilizar las instalaciones del viejo Club Hotel. En la madrugada del 8 de julio de 1983 el edificio principal fue consumido por un importante incendio, dejándolo en ruinas. El lugar fue declarado Monumento Histórico por la Municipalidad de Tornquist en 1999.